# M.S.R.V. Saurus
De Maastrichtse Studenten Roeivereniging Saurus (afgekort M.S.R.V. Saurus) is de grootste studentensportvereniging in Maastricht. Daarnaast is het met ongeveer 450 leden tevens een van de grotere studentenverenigingen van deze stad. De voornaamste doelstelling van de vereniging is het beoefenen van de roeisport. De roeisport wordt bij Saurus op alle niveaus beoefend, van peddelen in een C4+ tot wedstrijdroeien in de internationale top. In laatstgenoemde categorie is Daniël Mensch wellicht de bekendste roeier.

## Geschiedenis
Saurus is op 27 mei 1983 opgericht door een groep studenten die vonden dat de jonge universiteitsstad Maastricht een studentenroeivereniging nodig had. Als naam kozen ze Saurus, afgeleid van de Mosasaurus, een allesverslindend Maasmonster dat ontdekt is in het mergel nabij Maastricht en naar de stad is vernoemd. In de jaren die volgden groeide Saurus uit tot de grootste studentensportvereniging van Maastricht en een van Maastrichts prominentste studentenverenigingen in het algemeen. De vlag van Saurus is net als de Maastrichtse vlag rood met een witte ster in het midden. In de ster van Saurus valt het silhouet van een roeier te ontwaren. Het (roei)blad van Saurus is rood met witte ster en datzelfde geldt voor het roeipakje, waar de ster op de rugkant zit.

## Huisvesting

#### Botenloods

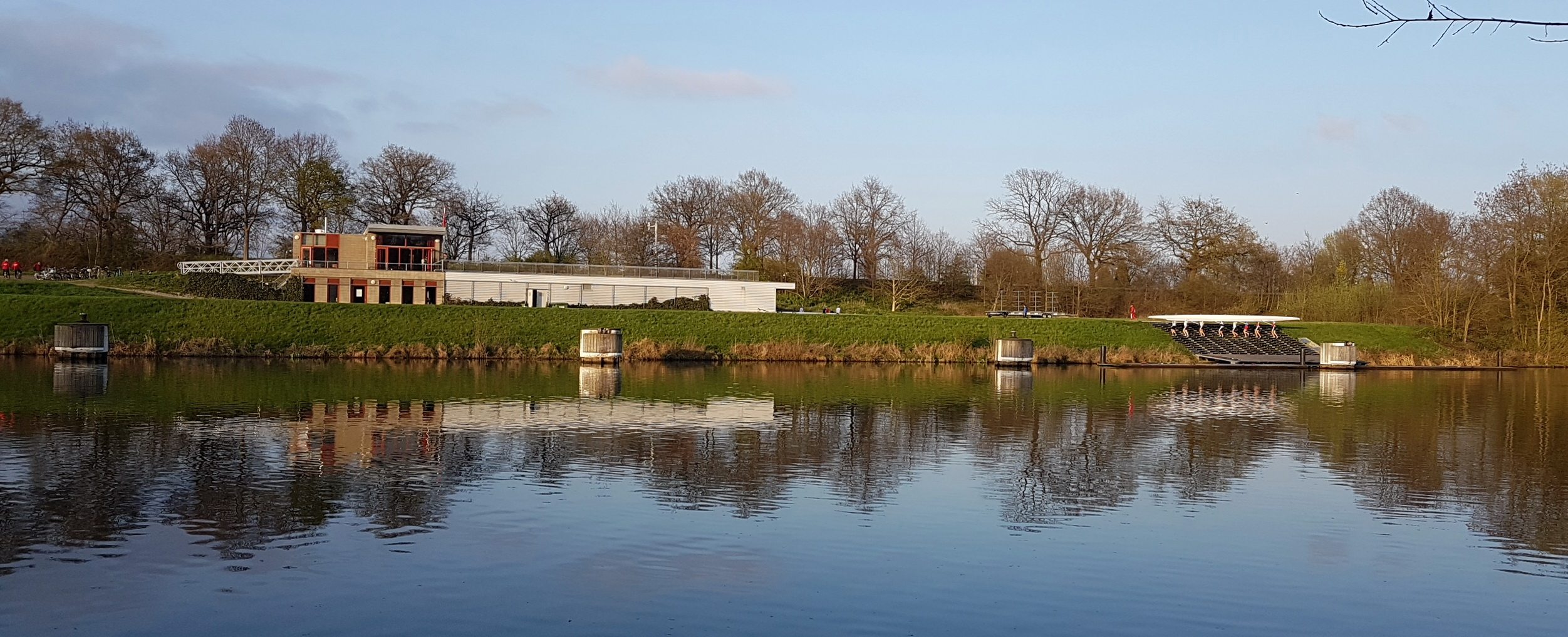
Na de training wordt de boot van de steiger naar de botenloods gedragen

In de begintijd van de vereniging kon er een kleine loods gehuurd worden van de Maastrichtsche Watersportclub, de burgerroeivereniging van Maastricht. Nederlands eerste astronaut Wubbo Ockels opende twee jaar later de eerste eigen Saurus-loods, gelegen aan de Maas. Het roeiwater van de Maas is echter niet optimaal voor de wedstrijdboten en de daarin gezeten roeiers, dus werd besloten ook een loods te openen aan het begin van de Zuid-Willemsvaart. Deze loods, Jojo-loods genaamd, is gelegen in de Belvédère-haven, genoemd naar de vroegere Jojo-Haven. Twee loodsen ver van elkaar weg bleek echter geen ideale oplossing en na lang touwtrekken werd in 2006 de loods op de Paardenwei, eveneens gelegen aan de Zuid-Willemsvaart, geopend door burgemeester Gerd Leers. Deze loods is groot genoeg om zowel de wedstrijd- als de competitievloot te herbergen en roeiers van alle kalibers kunnen nu weer van uit dezelfde loods de roeisport beoefenen.
In september 2010 is er begonnen met de bouw van een permanent gebouw op hetzelfde terrein. Dit gebouw bevat naast de botenloods een fitnessruimte, kleedkamers, bestuurs- en commissieruimtes, en een kantine. Dit gebouw is in gebruik genomen in 2011.

#### Sociëteit
Naast een botenloods aan de Zuid-Willemsvaart beschikte Saurus, sinds haar 7e dies natalis, ook over een eigen sociëteit in de binnenstad. De Sociëteit is gesloten met de oplevering van de nieuwe huisvesting. Saurus heeft nu haar botenloods en sociëteit op één locatie.

## Verenigingsleven
Binnen Saurus bestaan er jaarclubs, commissies, twee herengenootschappen: Librium en Sunergos alsmede drie damesgenootschappen: Nynève, Linque en Copidia. Tevens bestaan er binnen Saurus twee verticalen: Herenverticaal Viramitas en Damesverticaal Vivaeda.

## Wedstrijden

### Resultaten
Sinds 1986 roeit Saurus op wedstrijdniveau. In 1988 trokken Gijs Kloek en René Knol op de ARB en de Slotwedstrijden de eerste drie blikken voor Saurus. Daarna zijn er vele successen geweest in wedstrijdboten zoals:
- Een hoogtepunt uit de geschiedenis van Saurus is de zilveren medaille van Daniël Mensch, gewonnen in Athene in 2004 gezeten in de Holland Acht. Mensch won met de Holland Acht eerder al twee keer de Grand Challenge Cup op de Henley Royal Regatta;
- Dominique van der Pauw, 2005, Nederlands Kampioen in de 4-;
- Dirk Evers en Maarten Edie, 2005, Europees Studentenkampioen in Cardiff in de 2x;
- Eerstejaars Lichte, 2007, Koninklijke Holland Beker/World Cup op de Bosbaan in de 4+;
- Derde plaats in de 'Oude Vier', het hoofdnummer van de Varsity, 2022[1];
- Luc Cornielje en Nykle Krijgsveld, 2022, Nederlands Kampioen in de 8+.

### Maasregatta
Ieder jaar, in juni, organiseerde Saurus haar eigen wedstrijd, de Maasregatta, deze werd verroeid op de Maas tussen de Servaasbrug en de roeiloods. De wedstrijd is ook verroeid onder de naam Ridder Regatta en Fortis Maasregatta. Deze wedstrijd is voor het laatst georganiseerd in 2011.

### Saurus International Regatta
Sinds 2014 organiseert Saurus een wedstrijd op haar eigen roeiwater, de Saurus International Regatta. De focus van deze wedstrijd ligt op Nederlandse en internationale competitieploegen. De wedstrijd is sinds 2018 opgenomen in de competitie van het NOOC. 
Aegir (Groningen) · Agon (Almere) · Amphitrite (Haarlem) · Argo (Wageningen) · Asopos de Vliet (Leiden) · Boreas (Zwolle) · Dudok van Heel (Breda) · Euros (Enschede) · Gyas (Groningen) · Laga (Delft) · Nereus (Amsterdam) · Njord (Leiden) · Odin (Middelburg) · Okeanos (Amsterdam) · Orca (Utrecht) · Panta Rhei (Den Helder) · Pelargos (Den Haag) · Phocas (Nijmegen) · Proteus-Eretes (Delft) · Saurus (Maastricht) · Scylla (Breda) · Skadi (Rotterdam) · Skøll (Amsterdam) · Thêta (Eindhoven) · Triton (Utrecht) · Vidar (Tilburg)

Overkoepelende verenigingen: Minerva ·  NSRF